# Erasmus von Teufel
Erasmus von Teufel (? – Konstantinápoly, 1552) I. Ferdinánd Habsburg-császár egyik osztrák hadvezére, részt vett Bécs első török ostromában és az 1552-es palásti csatában.

## Élete
Régi arisztokrata családból származott. Fiatal korától a Habsburgok katonai szolgálatában szolgált. Bécs első ostrománál 1529-ben ezredes volt az ostromlott városban.
Később a Raab-erőd (ma Győr) parancsnokává nevezték ki.
Az 1552. évi török hadjárat idején Hádim Ali budai pasa július elején Budáról ágyúkat véve magához mintegy 8-10 000 emberrel Drégely ostromára indult. Két török hadosztály a vár előtt maradt, a harmadik feltehetően a településen át Ságra és Gyarmatra vezető utat zárta le, hogy Szondy ne kaphasson segítséget se a bányavárosok irányából, se Nógrád vármegyéből. Felmentő hadak azonban egyik irányból sem érkeztek. A királyi sereg Erasmus von Teufel (a magyarok Ördög Rézmánnak vagy Ördög Mátyásnak hívták) felvidéki főkapitány vezetésével ekkor a viszonylag közeli Léván várakozott.
1552-ben I. Ferdinánd a palásti csata (Hont vármegye, Ipolyság közelében) parancsnokává nevezte ki. Információk szerint tábornagyi rangban volt. Az 1552. augusztus 10-11-én lezajlott csata előtt 7000 fős erősítést várt, de Hádim Ali pasa parancsnoksága alatt a 10 000 főt számláló török sereg megtámadta, és vereséget szenvedett. 4000 katonájával együtt elfogták.

## Halála
Míg más magas rangú parancsnokokat váltságdíjért kicseréltek, Erasmus von Teufelt Konstantinápolyba szállították, és karóba húzták.